# پرواز را به خاطر بسپار
پرواز را به خاطر بسپار فیلمی به کارگردانی حمید رخشانی محصول سال ۱۳۷۱ است.

## خلاصه داستان
خاطره شرافت، دختر ناهید و بهرام، در روز پانزدهمین سالگرد تولدش به دبیرستان می‌رود، اما بازنمی‌گردد. ناهید بر اثر این حادثه بیمار می‌شود و بهرام مأموران اداره آگاهی و دوست خانوادگی شان سرهنگ نصیری را به کمک می‌طلبد. همه جا جست و جو می‌شود و همه آشنایان دور و نزدیک در مظان اتهام قرار می‌گیرند. محمد رضا، پسر جوان سرهنگ نصیری، یکی از متهمان است که روشن می‌شود به خاطره علاقه‌مند بوده است. ناهید به پیشگویان و فالگیرها متوسل می‌شود. اما نتیجه ای نمی‌گیرد. وقتی همه راه‌ها به بن‌بست می‌رسد محمد رضا خانه پدری را ترک می‌کند و در یاداشتی اعلام می‌کند که به جست و جوی خاطره رفته است. روزی با تلفن بهرام خبر داده می‌شود که خاطره سلامت است. در مرکز تلفن صدای فرزندان گمشده ای که خبر سلامتی خود را به والدین شان می‌دهند شنیده می‌شود.

## بازیگران
1. خسرو شکیبایی در نقش «بهرام شرافت»؛ پدر خاطره
2. پردیس افکاری در نقش «ناهید»؛ همسر بهرام و مادر خاطره
3. فتحعلی اویسی در نقش پلیس
4. ژاله علو در نقش خدمتکار خانه
5. رضا رخشانی
6. مینا لاکانی در نقش خدمتکار خانه
7. مظفر سلطانی
8. آنیک شفرازیان در نقش طالع بین
9. نرسی گرگیا